# Jens Lapidus
Jens Jacob Lapidus (uttal [laˈpiːdɵs]), född 24 maj 1974 i Hägersten i Stockholm, är en svensk jurist och författare, känd för sina romaner om Stockholms undre värld.

## Biografi

### Bakgrund och jurist
Jens Lapidus är uppvuxen i Stockholmsstadsdelen Gröndal. Han gick på Frans Schartaus gymnasium och utbildade sig sedan till jurist vid Stockholms universitet och i London, och satt ting vid Sollentuna tingsrätt. Han har även läst enstaka kurser i idéhistoria, medie- och kommunikationsvetenskap, nationalekonomi och praktisk filosofi.
Han var biträdande affärsjurist på advokatfirman Mannheimer Swartling åren 2004–2007 och arbetade därefter som advokat på Försvarsadvokaterna. Efter genombrottet med Snabba cash fortsatte han ändå med advokatyrket. I april 2017 meddelade han dock att han har utträtt ur Advokatsamfundet och lämnar byrån Försvarsadvokaterna. Detta för att på heltid fokusera på skrivandet. Han har även varit Hasse Aros bisittare i TV3:s program Efterlyst där han efterträdde Tommy Lindström.
Som advokat har Jens Lapidus bland annat engagerat sig mot orimligt långa häktningstider kombinerat med besöksförbud.

### Författarskap
Lapidus debuterade som författare i augusti 2006 med boken Snabba cash, en spänningsroman om konflikter i Stockholms undre värld, som kom att bli en av Sveriges mest sålda böcker på senare år: inbunden och som pocket hade boken fram till början av år 2010 sålts i drygt 600 000 exemplar.
I debutboken Snabba cash anslår Lapidus en hårdkokt stil, inspirerad av amerikanska författare som James Ellroy och Dennis Lehane, och har uppgivit att han hämtat stoff från sin tingstjänstgöring vid Sollentuna tingsrätt. Han har även hämtat språklig inspiration från svenska rappare som The Latin Kings, från människor i bratkretsar och från författarkollegan Jonas Hassen Khemiris böcker. Lapidus kallar sin genre "Stockholm noir".
2016, 10 år efter debuten, utkom Snabba cash XL. I den kommenterar författaren sin egen text med ett tioårigt perspektiv. Utgåvan innehåller också essäer av bland andra författarkollegor.
Uppföljaren till debutromanen, Aldrig fucka upp, utkom i maj 2008. Även denna roman utspelar sig i Stockholmsmiljö och vissa personer från debutromanen återkommer här som bifigurer. Lapidus själv har i en intervju sagt att denna berättelse är "mycket mörkare" än Snabba cash.
Ett år senare kom serieromanen Gängkrig 145, vilken Lapidus skapade i samarbete med tecknaren Peter Bergting. I juni 2011 utkom Lapidus tredje bok i "Stockholm noir"-serien, Livet deluxe. Lapidus har även skrivit noveller. I september 2012 kom novellsamlingen Mamma försökte.
Romanen VIP-rummet som kom 2014 har nya huvudpersoner och delvis en annan karaktär, såväl språkligt som innehållsmässigt, än tidigare böcker. Hösten 2015 kom fortsättningen på VIP-rummet. I STHLM DELETE utvecklar Lapidus de båda karaktärerna när han låter advokaten Emelie och den före detta kriminelle Teddy arbeta tillsammans för att försvara en ung mordmisstänkt man. Ramberättelsen från VIP-rummet, där de sociala skikten i Stockholms olika världar möts och beskrivs ingående, drivs vidare. "Top Dogg" utkom i juni 2017. Där avslutas den andra trilogin med Emelie och Teddy som huvudkaraktärer. 
Paradis city är en dystopisk framtidsroman med utgivning 2021 där huvudkaraktären Emir skickas in i en muromgärdad stadsdel för att frita en kidnappad regeringsmedlem. Mr Ett, som är en fristående fortsättning på trilogin om Teddy och Emelie, kom ut i oktober 2022.
Våren 2020 debuterade Jens Lapidus som barnboksförfattare. Dillstaligan Juvelkuppen, Dillstaligan Konstkuppen samt Dillstaligan: Poolkuppen, som är skriven tillsammans med frun Hedda Lapidus, handlar om Jonathan, Zasha och Bollan. Tillsammans hittar de på tokroliga saker, små brott och andra streck som man kan diskutera om de är moraliskt acceptabla eller ej. Böckerna vänder sig till barn 6–9 år gamla. Gustaf Lord har tecknat.
Lapidus böcker är sålda för översättning till 30 länder.

### Övriga aktiviteter

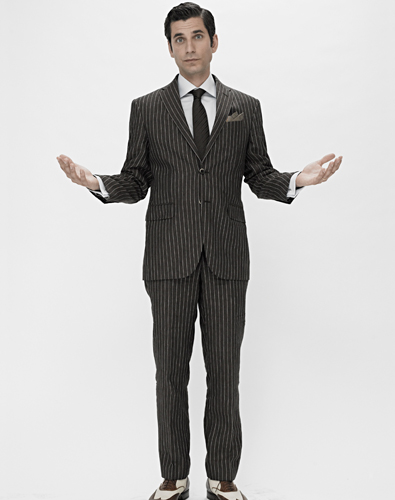
Lapidus i december 2008.

Lapidus utsågs 2008 av modemagasinet King till Sveriges bäst klädde man.
Samma magasin placerade honom i maj 2012 som nummer sju på listan över Sveriges mäktigaste inom svenskt herrmode.
Lex Lapidus är en dokumentär tv-serie, om rättssystem och särskilt  rättegångar i olika länder, där Lapidus varit programledare 2020.
Från 2021 har Lapidus varit expert i TV 4, Efter fem, där han bidrar med kommentarer om uppmärksammade rättsfrågor.

## Film och tv-serier baserade på böckerna
I januari 2010 hade Snabba cash, en filmatisering baserad på boken och regisserad av Daniél Espinosa, premiär. Med utgångspunkt i Lapidus karaktärer har även filmerna Snabba cash 2, Snabba cash - Livet deluxe och Kerstin Ström skapats av olika regissörer.
VIP-rummet-trilogin har också blivit teveserie, producerad av Filmlance, under namnet Top dog. Huvudrollerna innehas av Alexej Manvelov och Josefin Asplund. Första säsongen av Top dog hade premiär i oktober 2020 på Cmore och TV4. En andra säsong startade i maj 2023.
Lapidus ligger även bakom teveserien Advokaten.
I juni 2019 meddelade Netflix att man avtalat om en fristående uppföljning till Snabba cash, 10 år senare. Serien började sändas 2021, en andra säsong började hösten 2022.

### Snabba Cash
1. . Snabba cash (2006)
2. . På jakt (2008, novell ingående i 2008 års samling Noveller för Världens Barn)
3. . Aldrig fucka upp (2008)
4. . Gängkrig 145 (2009, serieroman med bilder av Peter Bergting)
5. . Livet deluxe (2011)

### Top Dog
1. . VIP-rummet (2014)
2. . STHLM Delete (2015)
3. . Top Dogg (2017)
4. . Mr Ett (2022)
5. . Död man walking (2023)
6. . Grand final (2024)

### Dillstaligan (barnböcker)
1. . Dillstaligan: Juvelkuppen (2020)
2. . Dillstaligan: Konstkuppen (2020)
3. . Dillstaligan: Poolkuppen (2021, tillsammans med Hedda Lapidus)
4. . Dillstaligan: Zombiekuppen (2021, tillsammans med Hedda Lapidus)
5. . Dillstaligan: Fängelsekuppen (2022, tillsammans med Hedda Lapidus)
6. . Dillstaligan: Hamsterkuppen (2023, tillsammans med Hedda Lapidus)

### Övrigt
- Heder (2011, novell)
- Mamma försökte (2012, novellsamling)
- Paradis city (2021)